# Ндонг, Усман
Усман Ндонг (род. 20 сентября 1999, Дакар) — сенегальский футболист, защитник, игрок футбольного клуба «Ахмат».

## Карьера
Профессиональную футбольную карьеру начал в аргентинском клубе «Ланус» в 2020 году. Затем играл в клубах «Альбион» (Монтевидео), эквадорском «Гуаласео», иранских клубах «Эстеглаль Хузестан» (Ахваз) и «Гол Гохар» (Сирджан).
За последний клуб сыграл 30 матчей, в которых отметился 3 голами.
21 июля 2025 года подписал контракт с «Ахматом».